# Храм Преображения Господня (Спас-Беседа)
Храм Преображения Господня (Спасо-Преображенский храм) — храм Владимирской епархии Русской православной церкви, расположенный в селе Спас-Беседа Судогодского района Владимирской области.

## История
Предание связывает основание погоста со временем возвращения царя Ивана Грозного из-под Казани. Согласно местной топонимической легенде здесь, якобы, в жаркий день под сенью лип царь вёл задушевною беседу с детьми боярскими и военачальниками. Закончил он её будто бы словами: «Да сподобит нас Господь возвратиться с миром для христиан». Позднее на этом месте была выстроена Спасо-Преображенская церковь, а поселение вокруг неё стали именовать Спас-Беседа. Действительно, войска могли возвращаться вдоль реки Судогды до Клязьмы.
Первоначальная церковь XVI века была построена на левом берегу реки Войминги, вблизи Муромской дороги, где, по преданию, отдыхала царская дружина. Но построенная церковь в начале XVII века запустела и в патриарших книгах до 1635 года значилась в числе церковных пустовых земель. Не исключено, что это могло быть связано с грабежами и близостью Муромского тракта. В 1635 году была построена новая деревянная церковь, но на другом берегу реки и в стороне от большой дороги. Так же, как и предыдущая церковь, она была освящена во имя Преображения Господня. От старого места расположения церкви ещё в XX веке сохранялись следы бывшего кладбища. В 1715 году в погосте была построена еще одна церковь в честь Казанской иконы Божией Матери. А в 1808 году вместо двух деревянных церквей был построен один каменный храм с колокольней. Престолов в этом храме три: главный — во имя Преображения Господня, а тёплой части — в честь Казанской Божией Матери и преподобного Сергия Радонежского.
Приход в XIX веке состоял из деревень Лобаново, Пеньки, Горки, Овцыно, Сойма, Хохлачи, Кощухино. Во всех этих деревнях по клировым ведомостям числилось 906 человек мужcкого и 971 женского пола.
Общество верующих села Спас-Беседа было зарегистрировано в августе 1923 года, служили в храме священник В. Ф. Трелин и псаломщик В. М. Беневоленский. По официальным данным на 20 сентября 1938 года, храм функционировал. Священник В. Ф. Трелин пострадал в годы репрессий. С 1939 по 1947 год богослужения в церкви не проводились, но верующие охраняли имущество. По воспоминаниям очевидца: «где-то году в сорок третьем после долгих хлопот пришло „мудрое“ решение: службу вести можно, а церковь открывать нельзя. И какое-то время служили у кого-нибудь в доме».
Не позднее начала 1944 года верующие начинают ходатайствовать перед Судогодским райисполкомом об открытии храма. Сначала им отказывают, ссылаясь на отсутствие священника. Тогда верующие просят у Патриарха Сергия прислать им священника. Перед праздником Благовещения к ним перемещают из села Халтурка Собинского района священника Алексия Миролюбова. Верующим этот священник был известен, репрессиям он не подвергался. Но местные власти на протяжении более месяца не открывают храм, из-за чего верующие лишились праздников Благовещения, Вербного Воскресения и Пасхи. В апреле верующие из деревни Овцыно пишут жалобу на происходящее Патриарху. 16 и 26 мая верующие деревень Лобаново и Хохлачи пишут жалобы в Ивановский облисполком, в это же время была передана с ходоками в облисполком ещё как минимум одна жалоба. В них верующие указывали, что в Судогодском районе нет ни одной действующей церкви, из-за чего им приходится ходить на службы за 40 км во Владимир, дети остаются некрещёными, а умерших хоронят без отпевания. Во всех письмах верующие неизменно связывали необходимость открытия храма с потребностью поиска утешения в храме от тягот войны. Облисполком перенаправил жалобу верующих в райисполком. 8 августа 1944 г. последний написал, что открытие храма нецелесообразно, так как недавно открыта церковь в с. Ликино Судогодского района, до которого от указанного села 15 км, кроме того, церковь в Спас-Беседы требует ремонта.
В 1945 годы местные верующие 2 раза писали заявления об открытии церкви и 14 раз лично посещали уполномоченного Совета по делам РПЦ при СНК СССР. 16 декабря 1946 г. Владимирский облисполком дал положительное заключение по вопросу открытия храма, 24 декабря его утвердил СНК СССР.
В храме нашли прибежище ряд икон из закрываемых или разрушенных в округе храмов.
Храм Преображения Господня в Спас-Беседе ремонтировался периодически: в 1953 году — настенная роспись, позолота иконостасов и киотов; в 1976 году роспись в теплых приделах. В 1998 и 2002 годах осуществлялся частичный ремонт. В храме есть несколько икон нового письма — это икона Казанской Божией Матери и преподобного Сергия Радонежского.
В июне 2011 года был обновлён купол на Спасо-Преображенском храме.
В 2012 году на сайте sudogda.ru храм описывался так: «Зимой здесь тихо, так как постоянно живущих здесь семей всего пять. Но в воскресные и праздничные дни здесь довольно многолюдно. Приезжают из окрестных деревень в свой храм прихожане и молятся о „благоденствии и мирном житии“. Немного осталось жителей в деревнях, но возвращаются на свою малую родину молодые пенсионеры, ремонтируют родительские дома и оживают деревни».